# Tropická bouře Alberto
Tropická bouře Alberto byla první tropická bouře atlantické hurikánové sezóny 2018. Jedná se o taktéž o první tropickou či subtropickou cyklónu, která v měsíci květnu vstoupila do Mexického zálivu od roku 1976, rovněž jde o nejsilnější bouři z hlediska poklesu tlaku od roku 1951 (rovněž za měsíc květen), kdy oblast zasáhl hurikán Able. 25. května se z tlakové níže v Karibském moři nedaleko mexického pobřeží vytvořila subtropická deprese, která začala postupovat k severu podél poloostrova Yucatán. Během jejího postupu přes severozápadní část Karibského moře se díky silnému střihu větru omezilo její výraznější zesilování. Později však díky vhodným podmínkám začal Alberto sílit při vstupu nad Mexický záliv. 26. května byl systém překlasifikován na subtropickou bouři. Během dalšího postupu na sever podél západního pobřeží Floridy nabýval tropické charakteristiky a k plné transformaci došlo 28. května v ranních hodinách. V této době bouře také dosáhla své největší intenzity. Větry dosáhly rychlosti 100 km/h a tlak poklesl na hodnotu 990 hPa. Na pevninu udeřila poprvé nad floridským městem Laguna Beach, když díky suchému vzduchu postupně slábl. Síla větru klesla na 75 km/h. Oslabená bouře pak dále směřovala na sever přes Alabamu, stupně tropické deprese pak dosáhla nad státem Tennessee. 31. května se nad Michiganem bouře stala mimotropickou bouří a postupně se vytratila.
Po úderu pevniny v Severní Karolíně zemřelo 5 lidí. 28. května pak ve státě zemřel během natáčení bouře také žurnalista televize WYFF. Ve městě Boone pak po zřícení rodinného domu zemřeli další 2 lidé. Sesun bahna pak 25. května zabil jednoho člověka. Na Kubě pak patrně kvůli nedostatečné obezřetnosti během bouře zemřeli 4 lidé.
Bouře Alberto je celkově třetí nejsilnější květnovou tropickou či subtropickou bouří v Atlantském oceánu hned po hurikánu Able z roku 1951 a bezejmenném hurikánu z roku 1908. Po tropické bouři Olga z roku 2007 se také jedná o nejjižněji zformovanou subtropickou bouři v historii.

## Klasifikace
Národní centrum pro hurikány (NHC) bouři klasifikovalo po celou dobu jejího působení jako subtropickou, i když nad Mexickým zálivem vykazovala známky transformace na tropickou bouři. Až dodatečně bylo vyhodnoceno, že před vstupem na pevninu skutečně ke transformaci skutečně došlo a bouře je nyní vedena v záznamech NOAA jako tropická.